# منشأة عبد الصمد
قرية منشاة عبد الصمد هي إحدى القرى التابعة لمركز أهناسيا في محافظة بني سويف في جمهورية مصر العربية. حسب إحصاءات سنة 2006، بلغ إجمالي السكان في منشاة عبد الصمد 6299 نسمة، منهم 3158 رجل و3141 امرأة.